# 川田暁生
川田 暁生（かわだ あきお）は、日本の漫画家、漫画原作者。過去のTwitterの名義は蒼木 アキ（あおき アキ）。2020年から『水曜日はまったりダッシュエックスコミック』にて『裏切られたSランク冒険者の俺は、愛する奴隷の彼女らと共に奴隷だけのハーレムギルドを作る』のコミカライズを連載している。

## 作品リスト

### 蒼木アキ名義
- 明るいセカイ計画（作画：出水高軌、『ガンガンONLINE』、スクウェア・エニックス、全3巻） - 原作担当
- 全力アイドル!（原作：ESE、『コミック アース・スター』2012年6月号 - 、アース・スター エンターテイメント）

### 川田暁生名義
- ロボット依存系女子のメーワクな日常（『少年マガジンエッジ』2018年10月号[6] - 2019年7月号[7]、講談社、全2巻）
- 裏切られたSランク冒険者の俺は、愛する奴隷の彼女らと共に奴隷だけのハーレムギルドを作る（原作：柊咲、キャラクター原案：ナイロン、『水曜日はまったりダッシュエックスコミック』[5]2020年4月21日[4] - 連載中、集英社、既刊12巻）※2025年6月現在
- 絶対聖域のチェリオン（『少年マガジンエッジ』2021年3月号[8] - 2022年8月号[9]、講談社、全3巻）